# L'uomo che bruciava i cadaveri
L'uomo che bruciava i cadaveri (Spalovač mrtvol) è un film del 1969 diretto da Juraj Herz e interpretato da Rudolf Hrušínský.

## Trama
Il ceco Karel Kopfrkingl si gode il lavoro in un crematorio alla fine degli anni '30. Gli piace leggere il libro tibetano dei morti e sostiene l'idea secondo cui la cremazione allevia le sofferenze terrene. A un ricevimento incontra Reineke, con cui aveva combattuto per l'Austria nella prima guerra mondiale. Reineke convince Kopfrkingl a sottolineare la sua presunta eredità tedesca, incluso mandare il suo timido figlio alla scuola tedesca. Reineke suggerisce quindi che la moglie mezza ebrea di Kopfrkingl stia frenando il suo avanzamento nel lavoro.